# Рожниця
Рожниця (пол. Rożnica) — село в Польщі, у гміні Слупія Єнджейовського повіту Свентокшиського воєводства.
Населення — 523 особи (2011).
У 1975-1998 роках село належало до Келецького воєводства.

## Демографія
Демографічна структура на день 31 березня 2011 року:
|          | Загалом | Допрацездатний вік | Працездатний вік | Постпрацездатний вік |
| -------- | ------- | ------------------ | ---------------- | -------------------- |
| Чоловіки | 270     | 54                 | 178              | 38                   |
| Жінки    | 253     | 52                 | 121              | 80                   |
| Разом    | 523     | 106                | 299              | 118                  |